# Gazda Albert
Gazda Albert (Técső, Szovjetunió, 1966. február 13. –) kárpátaljai származású magyar újságíró, az Origo és a Cink volt főszerkesztője, az Index egykori vezető szerkesztője, a Magyar Nemzet főszerkesztő-helyettese volt a lap megszűnéséig.

## Pályafutása
Az Ungvári Állami Egyetemen szerzett bölcsészdiplomát 1990-ben, majd 1991-ben áttelepült Magyarországra.
1991 óta dolgozik a médiában, munkatársa volt a Kurírnak, a Magyar Narancsnak, a Magyar Hírlapnak, parlamenti tudósítója, majd gazdasági rovatszerkesztője a Világgazdaságnak. 2006-tól az Index gazdasági, sport (Sport Géza melléklet), majd kulturális rovatát vezette, 2011 elejétől lapszerkesztőként dolgozott a portálnál. Saját blogja az Albert gazda borblog volt, mely 2011 szeptembere óta határozatlan időre szünetel; ugyancsak ő alapította a Jégkorongblogot is. Miután Uj Péter távozott az Indextől, Weyer Balázs és Nádori Péter pedig az Origótól, Gazda Albert 2011. november 2-től az Origo internetes újság főszerkesztője lett. 2014 februárjában a Cink.hu hírbloghoz igazolt át, főszerkesztői minőségben, és ott dolgozott annak 2015. szeptemberi megszűnéséig. 2015 decembere és 2018 áprilisa között a Magyar Nemzet főmunkatársa volt, saját kritikai-publicisztikai rovattal G-Közép címen. Ezután a „Három Kérdés” podcast műsorvezetője volt Lövenberg Balázzsal közösen, és Magyar Hangba írt. 2021-ben jelent meg az első regénye, Leningrád. 2021 októberétől a 444.hu munkatársa.

## Könyvei
- Boremberek (Litkey és Társa, 2002) Kovács András Istvánnal közösen. ISBN 9632025482
- Magyar lakok – Kárpátalja (Jószöveg Műhely, 2012) Cséka Györggyel közösen. ISBN 9786155009488
- Az élet értelme – Magyar Jégkorongkönyv (Cser Kiadó, 2016) Halász Zoltánnal közösen. ISBN 9789632784533
- Katonakönyv (Cser Kiadó, 2019) társszerzőként.[7] ISBN 9789632785776
- Leningrád (Az első életünk) (Cser Kiadó, 2021) ISBN 9789632786414

## Külső hivatkozások
- Gazda Albert az origo új főszerkesztője – Origo, 2011. október 21.
- „Én nem forradalmat akarok csinálni, hanem újságot” – Médiapiac.com, 2011. november 2.
- „Elveszett a világnézetem” – Médiapiac.com, 2016. február 25.